# Casa Pi i Figueres
La Casa Pi i Figueres és un edifici del municipi de Pals (Baix Empordà) inclòs en l'Inventari del Patrimoni Arquitectònic de Catalunya.

## Descripció
La casa es troba emplaçada en una zona elevada del nucli, al costat de la Torre de les Hores i de l'església. El conjunt és format per la casa principal, de grans dimensions, amb cobertes de teula a dues vessants, i altres construccions annexes -d'entre les quals cal esmentar la capella-, algunes d'elles unides per arcades de mig punt. Tot el conjunt de construccions es troba dintre d'un jardí envoltat per una tanca de pedra. La façana principal, orientada a migdia, té integrades finestres remarcables d'època gòtico-renaixentista. Hi ha diversos accessos a l'interior de la casa, des dels carrers Major i de la Torre.

## Història
La casa Pi i Figueres, la més gran del nucli de Pals, va ser construïda per l'arquitecte Lluís Bonet i Garí l'any 1951 per al doctor Jaume Pi i Figueres, cirurgià (fill de Josep Pi i Pascual, barber de Pals i compositor de sardanes), que va ser una de les primeres persones que revaloraren el nucli. L'emplaçament on és situat l'edifici correspon al que en altre temps ocupà el castell de Pals. De fet, alguns dels murs van ser aprofitats per bastir l'actual capella.